# كيوكو كورودا
كيوكو كورودا (黒田 今日子) (مواليد 8 مايو 1969)، هي لاعبة كرة قدم كانت تلعب كمدافع. ولعبت مع منتخب اليابان لكرة القدم للسيدات.

## وصلات خارجية
- كيوكو كورودا على موقع الاتحاد الدولي (مؤرشف)  (الإنجليزية)
- كيوكو كورودا على موقع Soccerway.com (الإنجليزية)
- كيوكو كورودا على موقع عالم كرة القدم.نت (الإنجليزية)